# Муранов, Лев Борисович
Лев Бори́сович Мура́нов (1 декабря 1930, Иваново — 21 марта 2008) — советский военный дирижёр; Народный артист РСФСР (1978).

## Биография
В Свердловске, куда отец был переведён на военный завод, учился в школе музыкантских воспитанников, где играл в оркестре на кларнете. Во время Великой Отечественной войны в составе оркестра выступал в военных госпиталях, клубах, в кинотеатрах. Средства, вырученные за выступления, шли на оборону — «Всё для фронта, всё для Победы!!!». В День Победы был награждён медалью за Победу над Германией на трудовом фронте.
В 1952 году окончил Московский институт военных дирижёров. Служил военным дирижёром оркестра, руководил армейским Ансамблем песни и пляски ГСВГ. В 1953 году вступил в КПСС.
С 1962 года, в звании капитана, — художественный руководитель Ансамбля песни и пляски Северо-Кавказского военного округа (Ростов-на-Дону), с 1972 — руководитель Ансамбля в ЮГВ.
С 1979 года руководил Ансамблем песни и пляски Белорусского военного округа (Минск). Ансамбль выступал в гарнизонах округа, на заводах и фабриках, во Дворцах культуры и сельских клубах республики, гастролировал в Черниговской области, осуществлял записи на Белорусском радио и телевидении. Ансамбль участвовал в общевойсковых учениях «Запад-81», выступал перед моряками всех флотов СССР.
В мае 1982, в марте 1984 и в октябре 1986 года концертная бригада ансамбля под руководством Л. Б. Муранова дала концерты в частях ОКСВ в Афганистане. С 30 мая 1986 года ансамбль участвовал в ликвидации последствий аварии на Чернобыльской АЭС; артисты ансамбля были награждены Почётными грамотами и нагрудными знаками «Участник ликвидации последствий аварии ЧАЭС». Л. Б. Муранову было присвоено воинское звание подполковник.
Ансамбль участвовал в выездной сессии Союза композиторов СССР (Минске), в смотре-конкурсе ансамблей Вооружённых Сил СССР; выступал на штабных учениях Вооруженных Сил СССР (1985), представлял делегацию СССР на празднике газеты «Юманите» (Париж, 1985). К своему 50-летию ансамбль был награждён Почётной грамотой Президиума Верховного Совета БССР и Красным Знаменем военного совета КБВО.
Л. Б. Муранов был членом коллегии Министерства культуры БССР.
В 1988 году вышел в отставку. С 1988 года преподавал в Белорусской государственной академии музыки, профессор (1997). Участвовал в организации и становлении белорусского духового оркестра «Немига», несколько лет возглавлял оркестр музыкального лицея.

### Семья
Отец — Борис Александрович, инженер; мать — Анфиса Николаевна, торговый работник, заведующая торговой базой.
Младшие братья — Игорь и Евгений.
Жена — Адэлина Семёновна,
- дочери — Ирина, Яна.

## Творчество
Автор аранжировок для ансамблей и духового оркестра, песен.

### Избранные сочинения
песни
- «Помним путь военных грозных лет», сл. М.Андреева
- «Ни шагу назад», сл. Р.Тернова
- «Песня верности присяге», сл. П.Баранова
- «Идёт подразделение», сл. М.Слободкина
- «Песня о героях-донцах» (о Подтёлкове и Крывошлыкове), сл. Н.Костарёва
- «Нам имя твоё неизвестный солдат», сл. М.Слободкина
- «Ленин в наших сердцах», сл. А.Стрельчука
- «Сорок первого года рождения»
- «Мы с вами, Вьетнамские братья», сл. М.Слободкина
- «Песня верности»
- «Песня воинов ЮГВ»
- «Дорогой Ленина», сл. А.Столповского
- «Дорогой Ильича», сл. П.Рюмина
- «Могучая наша сила», сл. А.Капилова
- «Песня о Ленине», сл. Г.Терикова
- «Конноармейский марш»
- «Мы помним»
- «Северокавказкий военный…», сл. К.Хомутенко
- «На аллее героев», сл. П.Рюмина, А.Худякова
- «Мой тихий Дон», сл. Г.Терикова
- «Знамён лучезарная слава», сл. Н.Костарева
- «Берёзки», сл. П.Рюмина
- «Берёзка», сл. А.Чекурова
- «Крылатый учитель», сл. П.Баранова
- «Поют Гвардейцы на привале», сл. А.Капилова
- «Про солдатский ремень», сл. Г.Терикова
- «Бережём земли рассветы», сл. А.Капилова
- «Песня строевая», сл. А.Косова

## Награды и признание
- Заслуженный деятель искусств Северной Осетии.
- Народный артист РСФСР (1978)[1].
- Орден «За службу Родине в Вооружённых Силах СССР» III степени.
- Почётная грамота Совета Министров Республики Беларусь (18 ноября 2002 года) — за значительный вклад в организацию работы по подготовке и проведению конкурса на написание нового Государственного Гимна Республики Беларусь[4].